# Imantocera arenosa
Imantocera arenosa är en skalbaggsart som beskrevs av Francis Polkinghorne Pascoe 1862. Imantocera arenosa ingår i släktet Imantocera och familjen långhorningar. Inga underarter finns listade i Catalogue of Life.